# Castello di Squillace

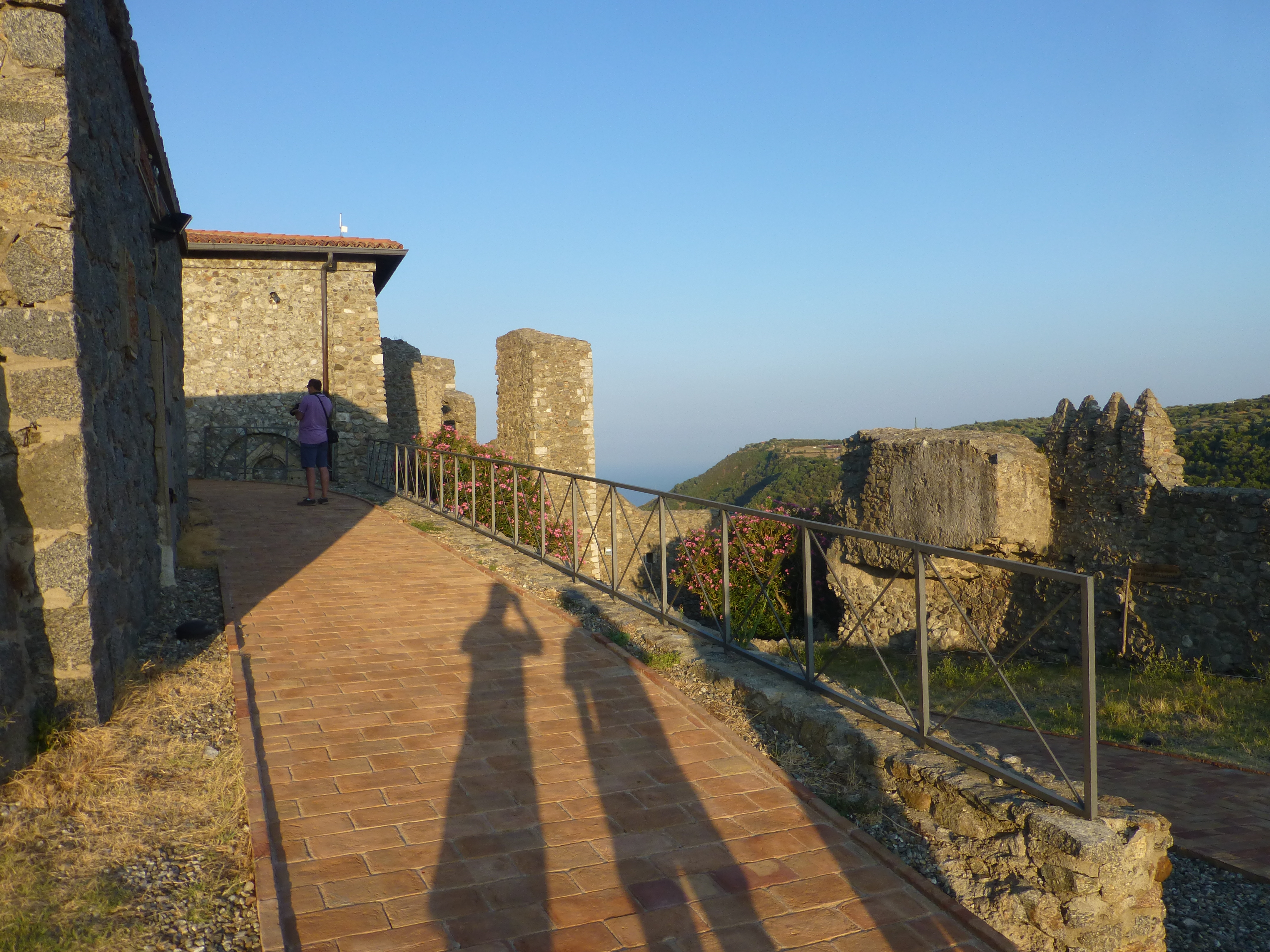
Dentro il castello di Squillace

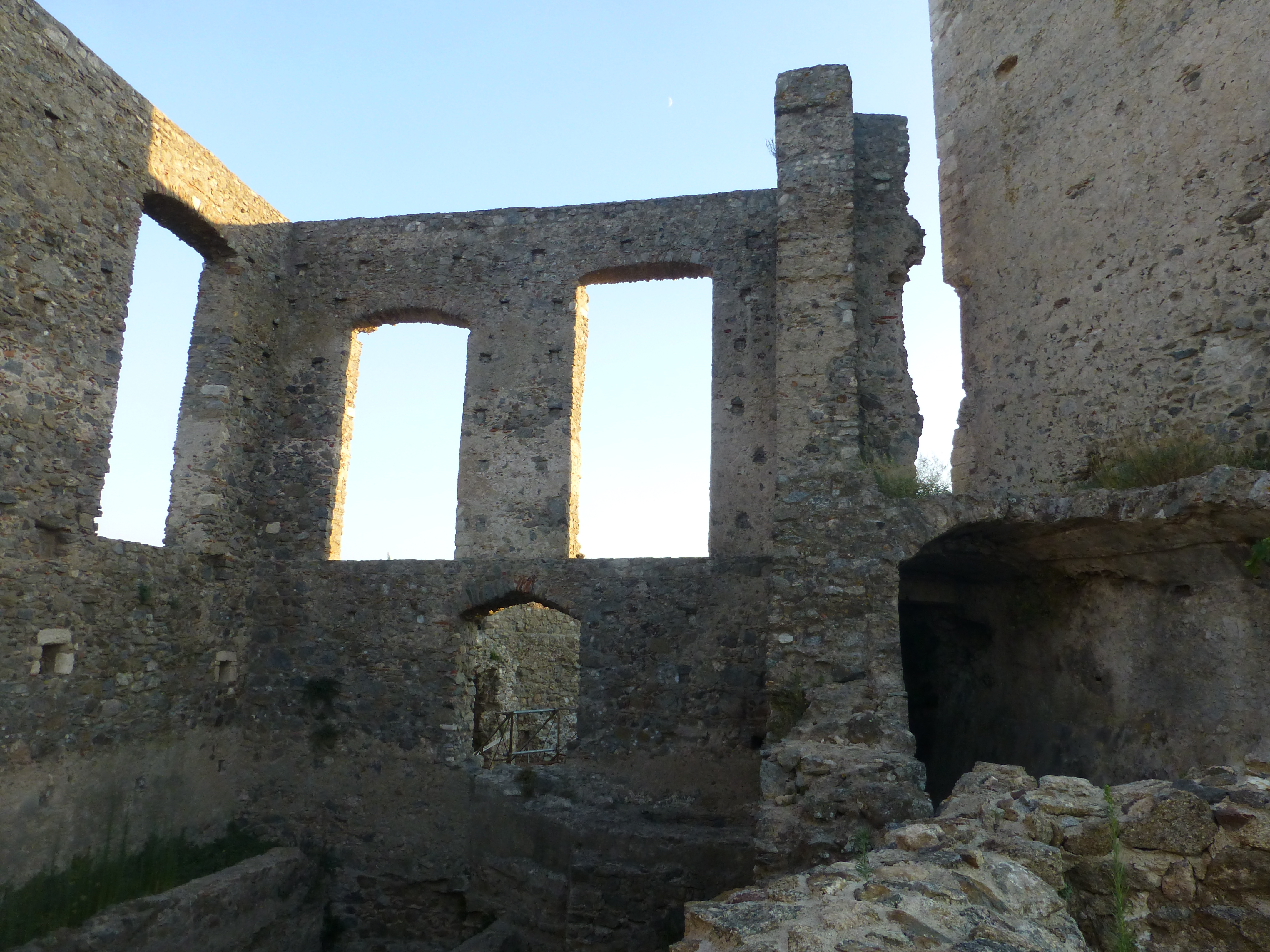
Interno del castello di Squillace (2013)

Il castello di Squillace è il castello normanno presente dall'XI secolo a Squillace in Calabria. Ha un'architettura che non segue un canone preciso e fu rimaneggiato per lunghi periodi. Ha una muratura in pietra e un portale bugnato con lo stemma dei Borgia.

## Storia
In origine sull'area dell'attuale castello fu edificato il monastero castellense di Cassiodoro, divenuto nel periodo bizantino un Kastron, ossia una fortificazione. Con l'arrivo dei Normanni di Guglielmo Braccio di Ferro e Guaimaro IV (Principe di Salerno) nel 1044 viene edificato il castello. 
La costruzione del castello iniziò tra la fine dell'XI e l'inizio del XII secolo per opera dei Normanni, dopo la fine della loro campagna di conquista della Calabria contro i Bizantini che avevano occupato la regione per oltre 5 secoli. In questo periodo il castello diviene un importante avamposto sulla via tirrenica a protezione della non lontana Mileto.
Il castello fu infeudato per la prima volta all'inizio del XIII secolo e dal 1256 fino al 1485 passò sotto diverse famiglie: i Lancia, i Monfort, i Del Balzo, i Marzano. Passò poi a Federico I di Napoli e in seguito ai Borgia. Lo stemma in marmo dei Borgia, situato sul portale d'entrata, venne collocato dopo il 1494, quando appunto il matrimonio tra Goffredo Borgia e Sancia d’Aragona sancì l'alleanza tra il papa Alessandro VI Borgia e Alfonso II d'Aragona.
Per mancanza di eredi, il dominio da parte dei Borgia si concluse nel 1729 e il castello fu trasferito alla famiglia De Gregorio nel 1755.
Il 14 febbraio 1783 fu colpito dal terremoto che si abbatté sulla Calabria in quell'anno.
In tempi recenti l'École française condusse una campagna di scavi nel castello rinvenendo due scheletri risalenti al XIII-XIV secolo.

## Il mistero dei due amanti
Gli scheletri emersi durante gli scavi, eseguiti dall'École française agli inizi degli anni novanta, crearono grande scalpore per la posizione in cui sono stati ritrovati.
I loro crani erano rivolti uno verso l'altro, le mani intrecciate come a rappresentare l'amore di un uomo e di una donna morti per cause probabilmente violente e sconosciute. Da qui è nato "Il mistero degli amanti", ritrovamento che ha portato tanta attenzione intorno al castello da parte di archeologi e storici.
Nel corso degli anni sono state formulate varie teorie al fine di rivelare la vera identità dei due scheletri:
- "Amanti": dopo la loro scoperta , la Soprintendenza alle Antichità della Calabria e gli esperti dell'École française hanno svolto studi su di essi, con il risultato che uno era un uomo alto 1,70 m e l'altro una donna alta 1,68 m. Hanno ipotizzato provenissero da Paesi nordici, durante la dominazione dei Normanni sul territorio;
- "Fratelli": altri studi ipotizzano che fossero due fratelli, parenti di quello che era al tempo il vescovo di Squillace, deceduti durante i vari scontri tra la Chiesa e i sovrani. Vennero imprigionati nel castello per via di una disputa con la Chiesa locale;
- "Guerrieri": come ultima teoria abbiamo la conclusione di uno scontro tra due guerrieri , uno svevo e uno angioino, morti durante le battaglie tra le due dinastie.

## Architettura
Il materiale primario usato per la costruzione del castello è il granito, ovvero la pietra locale. A differenza di altri castelli in Calabria, come quello di Scribla a Spezzano Albanese e quello di San Marco Argentano, il castello di Squillace fu subito costruito in questo modo, senza la necessità di sostituire una torre edificata precedentemente in legno. La scelta di usare la pietra locale era tipica dei Normanni, che in questo si differenziavano dai Romani e dai Bizantini (che utilizzavano primariamente il mattone).
Anche il modello e la concezione del castello seguono la tecnica architettonica normanna, evidenziata dal dongione, un grande torrione rettangolare di 10 x 11,5 m che è il nucleo più antico dell'intero complesso. Esso si suddivide in:
- Pianterreno, utilizzato come cisterna;
- Primo piano, qui è posizionato l'ingresso principale al castello ed era adibito al ricevimento degli ospiti e alle assemblee;
- Secondo piano, si trova una sala privata;
- Terrazza, nella parte più alta del torrione da dove si può osservare lo splendido panorama offerto dal territorio.

Durante il XII secolo venne realizzato un muro difensivo in grado di proteggere il torrione dagli attacchi nemici. Parallelo al muro correva un corridoio a cielo aperto dotato di un passaggio a chicane, per rallentare i nemici.
In un periodo di gravi problemi politici, Federico II fece rinforzare il torrione e allargò il perimetro del castello con un nuovo muro di cinta ricalcando quello già costruito in precedenza, con l'aggiunta di un torre poligonale.
Viene costruita inoltre un'aula rettangolare, denominata Il Palazzo, provvista di bagni dotati di acqua calda e fredda, e viene realizzata una nuova cisterna per l'acqua piovana tra il torrione e il palazzo.
Successivamente gli Angioini apportano modifiche alla cinta muraria edificando una torre circolare per difendere l'ingresso del castello.
Le ultime modifiche al castello furono effettuate dai Borgia, con la costruzione di un grande palazzo eretto dalle ceneri del palazzo di Federico II.

## Necropoli
Gli scavi effettuati nel 2008, hanno rinvenuto una necropoli riconducibile al VI-VII secolo d.C. Le tombe ritrovate sono in totale 22, con all'interno oggetti di grande valore per l'epoca (orecchini in oro, pettini in avorio). Oltre a questo sono stati ritrovati dei resti del banchetto funebre, reso vietato più avanti perché molto vicino alle religioni e ai riti greco-romani.